# Maurice Rapf
Maurice Harry Rapf (19 mai 1914, New York - 15 avril 2003, Hanover, New Hampshire) était un scénariste américain.

## Biographie
Maurice Rapf est le fils de Harry Rapf, producteur américain et l'un des fondateurs de la Metro-Goldwyn-Mayer.

## Filmographie
- 1932 : Grand Cœur (Divorce in the Family) de Charles Reisner, histoire
- 1934 : Dartmouth Days, réalisateur
- 1936 : We Went to College, scénariste
- 1937 : On lui donna un fusil (They Gave Him a Gun"), scénariste
- 1937 : Arizona Bill (The Bad Man of Brimstone), histoire
- 1938 : Island in the Sky
- 1938 : Sharpshooters de James Tinling, histoire
- 1939 : North of Shanghai, scénariste
- 1939 : Reine d'un jour (Winter Carnival), scénariste
- 1940 : Dancing on a Dime, scénariste
- 1940 : Jennie (en), scénariste
- 1942 : Call of the Canyon (en), histoire
- 1946 : Mélodie du Sud, (Song of the South), scénariste
- 1948 : Danny, le petit mouton noir, (So Dear to My Heart), adaptation
- 1954 : Détective du bon Dieu (Father Brown), scénariste
- 1980 : Gnomes (téléfilm), Scénario